# Mora (Camarões)
Mora é uma cidade dos Camarões localizada na província de Extremo Norte. Mora é a capital do departamento de Mayo-Sava.